# ロナルド・グラハム

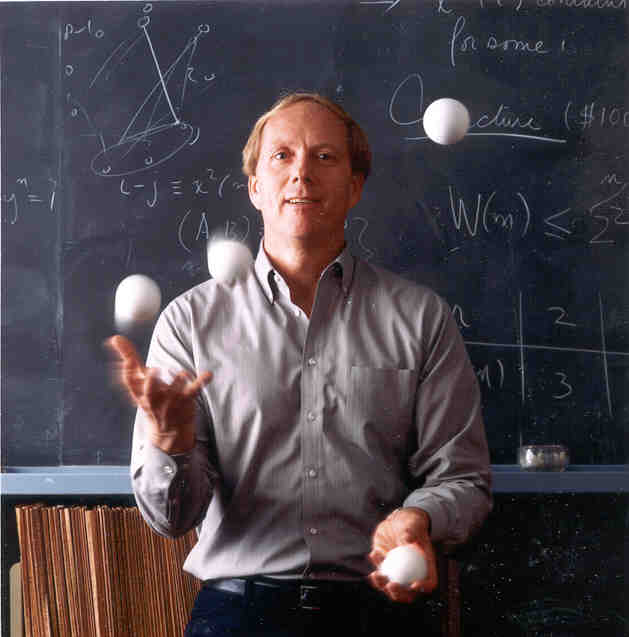
ジャグリングをするロナルド・グラハム（1986年）

ロン・グラハム(Ron Graham)ことロナルド・ルイス・グラハム（Ronald Lewis Graham、1935年10月31日 - 2020年7月6日）は、アメリカ合衆国の数学者である。スケジューリング理論、計算幾何学、ラムゼー理論、準ランダムネスの分野において重要な研究をしており、「近年における世界的な離散数学の急速な発展の主要な立案者の1人」であるとアメリカ数学会から認められた。
彼は、カリフォルニア通信情報技術研究所(Cal-(IT)2)の主任科学者であり、カリフォルニア大学サンディエゴ校(UCSD)の計算機科学・工学のアーウィン・アンド・ジョアン・ジェイコブス記念教授だった。

## 生涯
グラハムはカリフォルニア州カーン郡タフトで生まれた。1962年にカリフォルニア大学バークレー校で数学のPh.D.を取得し、同年よりベル研究所（後のAT&T研究所）に勤務した。同所に37年間勤務して、最終的に情報科学部門の管理者となり、1999年に退職した。
彼の1977年の論文は、ラムゼー理論に関する未解決問題について考察したもので、その解の推定値の上限として巨大数を与えた。この数は「グラハム数」と呼ばれており、数学的証明において使用された最大の数として、かつてギネス世界記録に掲載されていた。現在では、TREE(3)などのそれよりも大きな数が知られている。
グラハムは、「エルデシュ数」の概念を普及させた。これは、生涯で大量の論文を発表し、その多くが共著であったハンガリーの数学者ポール・エルデシュに因んで名付けられたものである。ある科学者のエルデシュ数は、共著の出版物で科学者同士を結びつけたときに、エルデシュまでたどり着く最小の科学者の数と定義される。グラハムのエルデシュ数は1である。グラハムはエルデシュと30件以上の論文を共同で発表しており、良い友人でもあった。エルデシュはしばしばグラハムの元に留まり、数学論文や収入の管理さえグラハムに任せていた。グラハムとエルデシュは、若くして脳腫瘍で入院した数学者ジョン・フォークマンを、2人で何度も見舞いに行っている。エルデシュの死後は、グラハムが「エルデシュの問題」の懸賞金の管理を行っていた。
1993年から1994年まで、グラハムはアメリカ数学会の会長を務めた。グラハムは、「リプリーズ・ビリーブ・イット・オア・ノット!」で、「世界有数の数学者」であるとともに、「高度に熟練したトランポリン選手およびジャグラー」でもあり、国際ジャグラー協会の元会長としても紹介されている。ハンガリー人数学者ピーター・フランクルは、グラハムに会ったことでジャグリングを始めた。

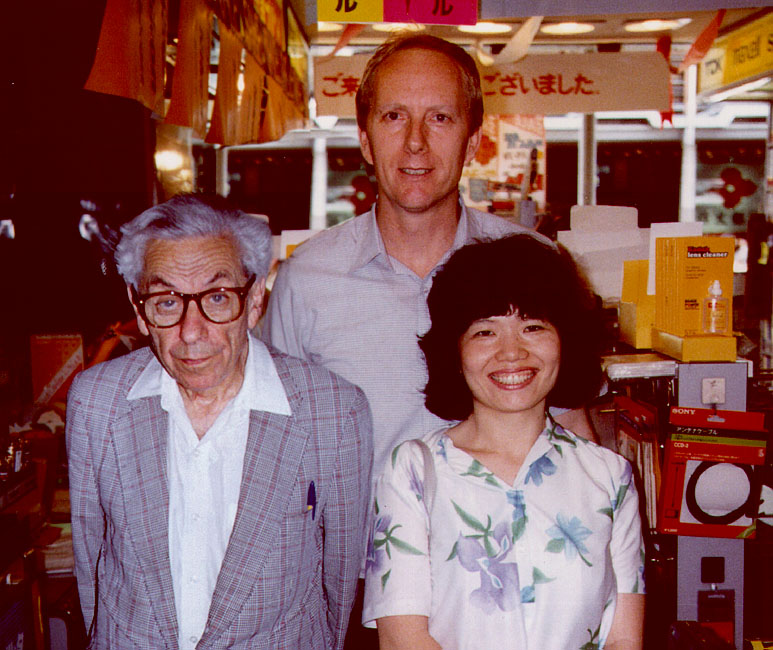
左からポール・エルデシュ、ロナルド・グラハム、グラハムの妻の金芳蓉（1986年、日本にて）

彼は約320の論文と5つの本を出版した。その中にはドナルド・クヌース、オーレン・パタシュニクとの共著のConcrete Mathematicsもある。
彼は、カリフォルニア大学サンディエゴ校のインターネット数学のアカマイ教授である金芳蓉と結婚している。
2020年に84歳で亡くなった。

## 賞と栄誉
2003年、グラハムはアメリカ数学会のスティール賞生涯業績部門を受賞した。この賞は、同年1月16日にメリーランド州ボルチモアで開催された合同数学会議で授与された。1999年、彼はAssociation for Computing Machineryのフェローに就任した。グラハムは長年にわたって他にも多くの賞を受賞している。彼は応用数理学会のポリヤ賞の最初（1971年）の受賞者の一人であり、Institute of Combinatorics and its Applicationsのオイラーメダルの最初（1993年）の受賞者の一人でもある。

## 著書
- ポール・エルデシュとの共著: Old and new results in combinatorial number theory. L’Enseignement Mathématique, 1980
- 金芳蓉との共著: Erdős on Graphs. His legacy of unsolved problems. A. K. Peters, 1998
- ヤロスラフ・ネシェトリル（英語版）との共同編集: The mathematics of Paul Erdős. 2 vols. Springer, 1997
- Rudiments of Ramsey Theory. American Mathematical Society, 1981
- ドナルド・クヌース、オーレン・パタシュニクとの共著: Concrete Mathematics: a foundation for computer science. Addison-Wesley, 1989; 1994
- ジョエル・スペンサー（英語版）、ブルース・リー・ロスチャイルドとの共著: Ramsey Theory. Wiley, 1980;[9] 1990
- マーティン・グロチェル（英語版）、ラースロー・ロヴァースとの共同編集: Handbook of Combinatorics. MIT Press, 1995
- パーシ・ダイアコニスとの共著: Magical Mathematics: the mathematical ideas that animate great magic tricks. Princeton University Press, 2011（オイラー書籍賞（英語版）を受賞）
- Rudiments of Ramsey Theory, Second Edition, American Math Society, (2015)